# Roger Boisjoly
Roger Boisjoly (ur. 25 kwietnia 1938, zm. 6 stycznia 2012) – amerykański inżynier, znany z tego, że próbował nie dopuścić do startu promu Challenger.

## Życiorys
W latach 60. i 70. pracował przy systemach podtrzymywania życia w lądowniku księżycowym oraz przy konstrukcji łazika księżycowego. W 1980 roku rozpoczął pracę w firmie Morton-Thiokol (obecnie ATK Launch Systems Group).
Pół roku przed katastrofą promu Challenger napisał notkę dla swoich przełożonych odnośnie do złego projektu pierścieni uszczelniających (o-ring) rakiet SRB. Zauważył, że O-Ringi nie były wystarczającym zabezpieczeniem w trakcie pracy SRB oraz jednocześnie traciły swoje właściwości uszczelniające przy niskich temperaturach. Boisjoly powoływał się na wyniki analiz z poprzednich startów ze stycznia 1985 roku. Pierwsza notatka została prawdopodobnie zignorowana przez Morton-Thiokol. Roger Boisjoly napisał później nowe notki, które przekazał przełożonym firmy. Przedsiębiorstwo zdecydowało się powołać specjalny zespół, który miał rozwiązać problem O-Ringów. Zespół uznał, że problem z O-Ringiem jest poważny, ale nie krytyczny dla bezpieczeństwa załogi.
Kilka dni przed startem Boisjoly wraz z innymi pracownikami Morton-Thiokol próbowali przekonać menedżerów o odwołanie lotu. Pomimo apelu Morton-Thiokol oraz NASA zdecydowały się przeprowadzić próby startu. 28 stycznia 1986 roku, w momencie zapłonu rakiet SRB, O-ringi zawiodły. 73 sekundy po starcie promu prawa rakieta SRB (przepalona w miejscu O-Ringów) uderzyła w zbiornik zewnętrzny paliwa. W wyniku uderzenia zniszczył się wahadłowiec, zaś cała załoga zginęła.
Roger Boisjoly zeznawał później jako świadek w komisji, która badała przyczyny katastrofy. W kolejnych latach Boisjoly stał się głównym orędownikiem kwestii etyki oraz zasad bezpieczeństwa w inżynierii.